# (134130) Apáczai
(134130) Apáczai, désignation internationale (134130) Apaczai, est un astéroïde de la ceinture principale.

## Description
(134130) Apaczai est un astéroïde de la ceinture principale. Il fut découvert le 3 janvier 2005 à Piszkesteto par Krisztián Sárneczky. Il présente une orbite caractérisée par un demi-grand axe de 3,07 UA, une excentricité de 0,23 et une inclinaison de 14,2° par rapport à l'écliptique.

## Compléments